# San José de Metán
San José de Metán é um município da província de Salta, na Argentina.